# Saint-Tropez
Saint-Tropez [sɛ̃tʁɔpe] (provenzalisch Sant-Troupès) ist eine französische Gemeinde und ein kleiner Hafenort mit 3.586 Einwohnern (Stand 1. Januar 2022) an der Mittelmeerküste (Côte d’Azur) im Département Var in der Region Provence-Alpes-Côte d’Azur. Die Gemeinde gehört zum Kanton Sainte-Maxime im Arrondissement Draguignan.

## Beschreibung
Saint-Tropez befindet sich am östlichen Fuß des Maurenmassivs, am Nordufer einer Halbinsel.
Das damalige Fischerdorf zog gegen Ende des 19. Jahrhunderts zahlreiche Künstler wie Paul Signac, Henri Matisse, Pierre Bonnard, Raoul Dufy, Albert Marquet, Charles Camoin, Henri Manguin und andere an, deren Werke heute im Musée de l’Annonciade in der Nähe des Hafens ausgestellt sind. Der Schriftsteller Guy de Maupassant schrieb ein Tagebuch, das er 1888 unter dem Titel Sur l’eau veröffentlichte.
In der Zwischenkriegszeit waren Schriftsteller wie Kurt Tucholsky, Sybille Bedford, Colette und viele andere von der Schönheit des Ortes begeistert.
Nach dem Zweiten Weltkrieg erlebte Saint-Tropez einen weiteren Aufschwung. Es wurde zu einem Treffpunkt von Künstlern, Schriftstellern (Boris Vian und Françoise Sagan) und der Oberschicht.
Saint-Tropez ist berühmt für seinen großen Yachthafen und die Baie de Pampelonne, den größten Sandstrand der Côte d’Azur, der allerdings überwiegend auf dem Territorium der Nachbargemeinde Ramatuelle liegt. Viele prominente Europäer verbringen ihren Urlaub in Saint-Tropez, unter anderem in den – wiederum zu Ramatuelle gehörenden – Strandclubs Tahiti Plage, Club 55, Nikki Beach, Aqua Club, Bagatelle Beach und vielen weiteren. In Saint-Tropez gibt es zahlreiche gehobene Restaurants und Läden.
Die Ortschaft wird von einer 1602 bis 1607 gebauten Zitadelle (La Citadelle) mit Ausblick auf die Stadt überragt. Sie beherbergt ein Museum für Seefahrts- und Ortsgeschichte.

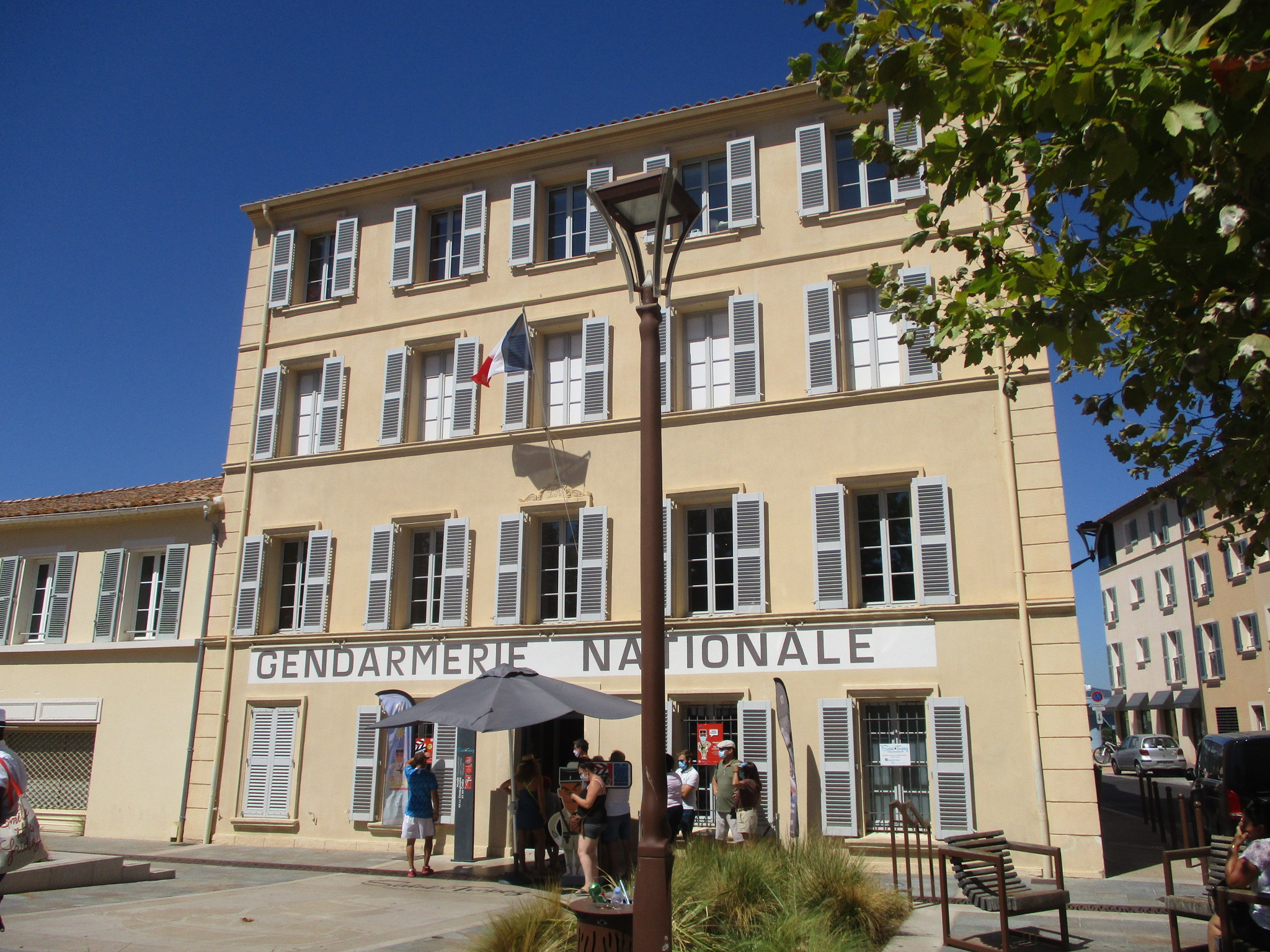
Gebäude der Gendarmerie nationale in Saint-Tropez

In Deutschland wurde Saint-Tropez in den 1950er- und 1960er-Jahren vor allem bekannt durch Gunter Sachs (1932–2011) und Brigitte Bardot (* 1934) sowie durch die Gendarmen-Filme (1964–1982) mit Louis de Funès.
In der ehemaligen Polizeiwache, die Handlungsort der Gendarmerie-Filme war, gibt es seit 2016 ein Museum, das Musée de la Gendarmerie et du Cinéma de Saint-Tropez.

## Geschichte
Saint-Tropez, benannt nach dem Heiligen Torpes, einem frühchristlichen Märtyrer, welcher im 1. Jahrhundert enthauptet wurde, war bis ins 20. Jahrhundert nur ein einfaches Fischerdörfchen. Die strategisch günstige Lage interessierte seit dem 8. Jahrhundert Herrscher und Machthaber. 1944 landeten alliierte Truppen im Laufe der Operation Dragoon bei Saint-Tropez. 1965 entstand am äußeren Ende der Bucht ein künstliches Mini-Venedig (Port Grimaud). Das Hinterland war früher viel stärker bewohnt als heute. Die Bauern zogen weg, weil sie mit der Landwirtschaft und den Touristen sehr schlecht verdienten.

## Verkehr
Im Straßenverkehr sind im Juli und August tagsüber von etwa 10 bis 20 Uhr etwa zweistündige Verzögerungen die Regel. Saint-Tropez ist durch Personenfähren von Sainte-Maxime aus erreichbar. Die Busse der Varlib verbinden Saint-Tropez u. a. mit Saint-Raphaël und Toulon. Einen Bahnanschluss hat Saint-Tropez seit der Stilllegung der Schmalspurbahn Train des Pignes nicht mehr. 15 Kilometer südwestlich des Ortes liegt der Flughafen Saint-Tropez. Internationalen Anschluss hat Saint-Tropez primär durch den Flughafen Nizza Côte d’Azur, der etwa eineinhalb Stunden Autofahrt (ca. 105 Kilometer Fahrstrecke) entfernt liegt. Der Flughafen Marseille Provence ist in etwa einer Stunde und 45 Minuten (ca. 145 Kilometer Fahrstrecke) zu erreichen und der Flughafen Toulon-Hyères in nur einer Stunde.

## Sehenswürdigkeiten

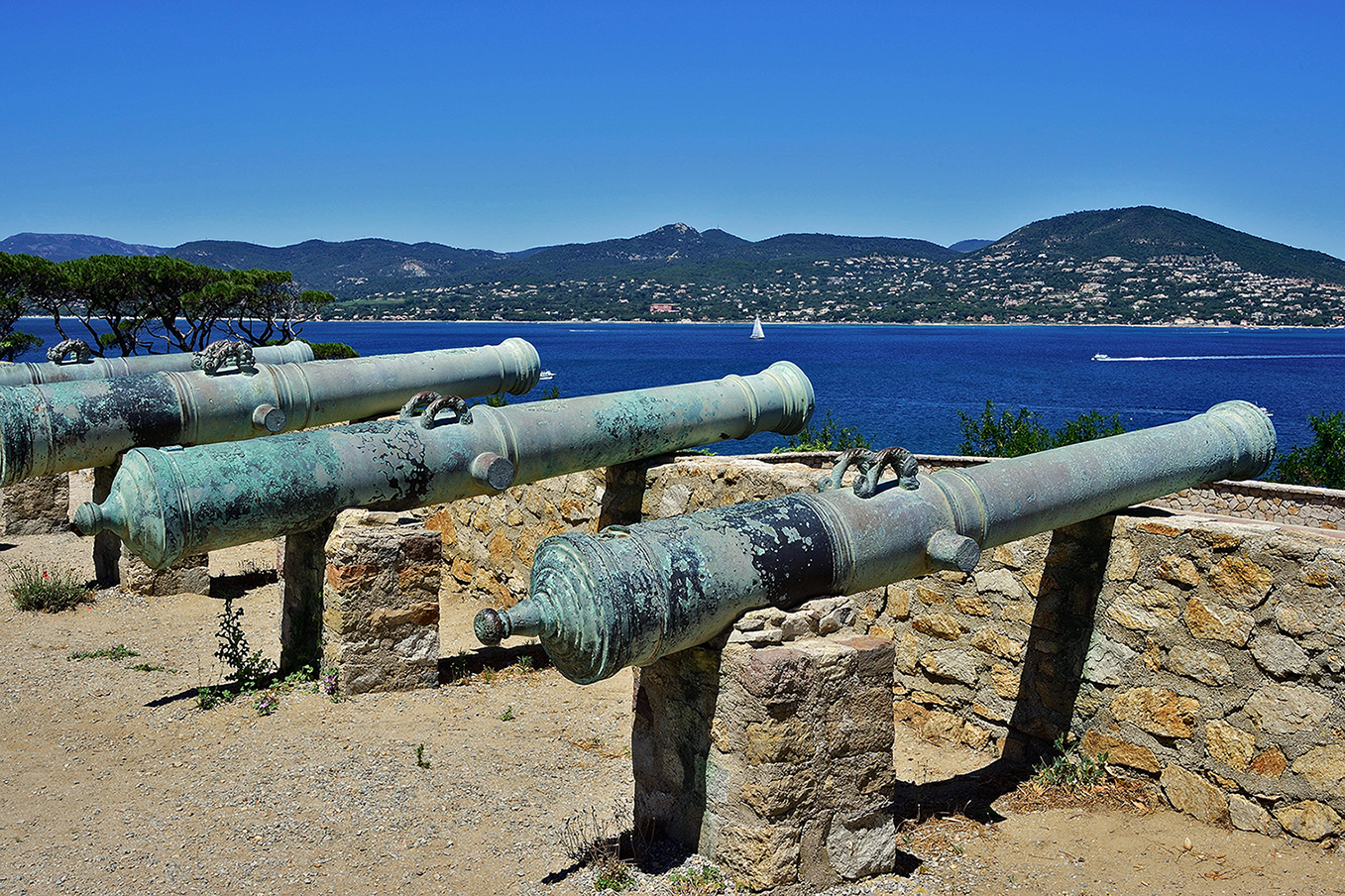
La Citadelle

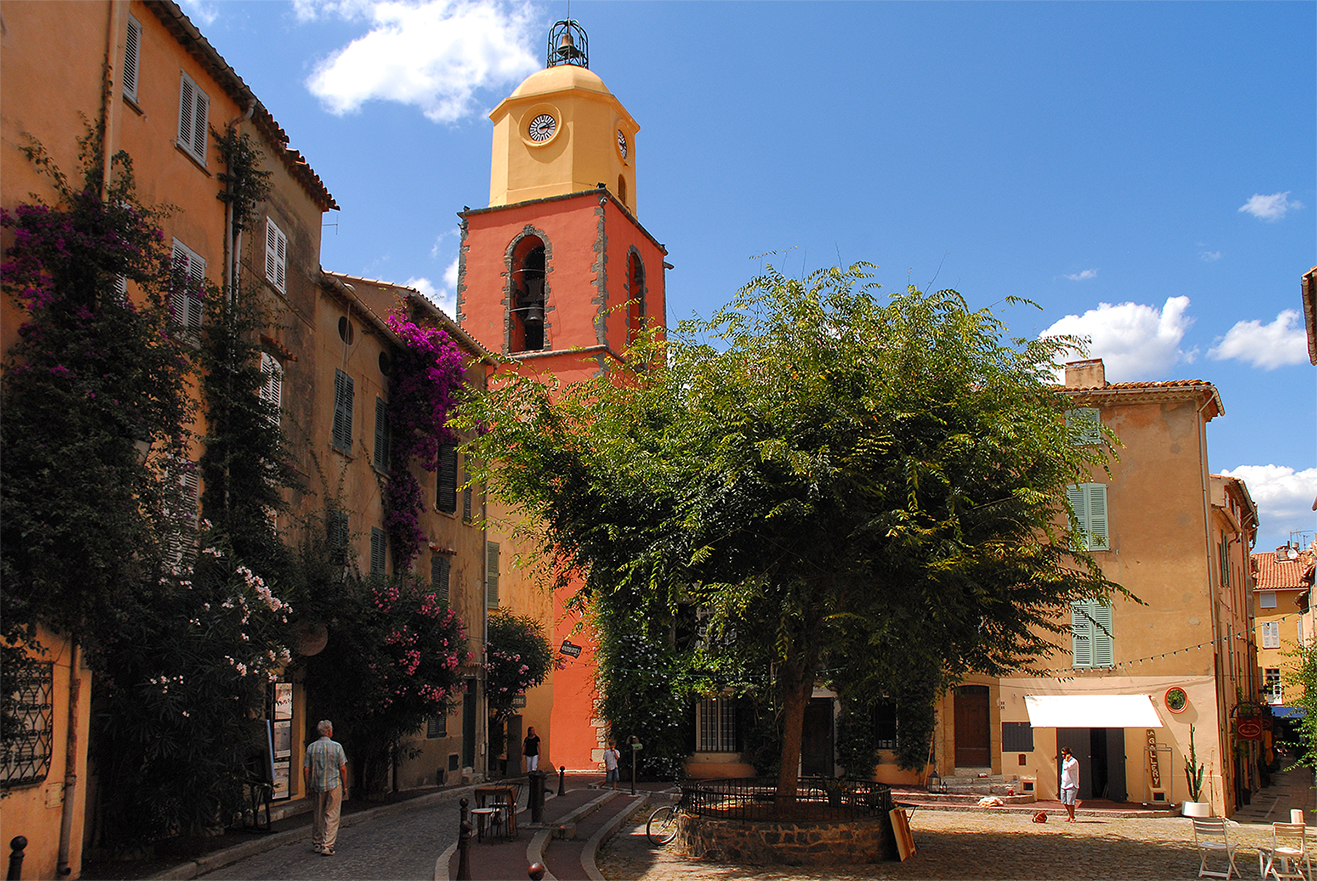
Notre-Dame-de-l’Assomption de Saint-Tropez

La CitadelleDie Festung oberhalb der Stadt ist ein sechseckiger, wuchtiger Bau aus dem 16. Jahrhundert. Hier befindet sich auch das Marinemuseum Musée de la Citadelle, in dem u. a. die Geschichte über den Ort und die Umgebung dokumentiert ist. Von der Plattform der Festungsanlage hat man einen imposanten Blick über Saint-Tropez und den Golf von Saint-Tropez.
Musée de l’AnnonciadeIn der ehemaligen Kapelle aus dem 16. Jahrhundert ist die Kunstsammlung des Industriellen Georges Grammont untergebracht.
Musée de la gendarmerie et du cinéma (seit 2016)
Place des LicesAuf dem mit Platanen bestandenen Platz werden jeden Dienstag und Samstag provenzalische Spezialitäten angeboten. Zwischen den Markttagen bietet er die Möglichkeit, in Ruhe unter den Bäumen zu sitzen und den Boule-Spielern bei ihrem Zeitvertreib zuzusehen.
Hafen mit Môle Jean-RéveilleDirekt am historischen Ortskern liegen der Yachthafen und der alte Hafen. In den Sommermonaten ist hier ein mondäner Treffpunkt für die Wohlhabenden aus aller Welt.
Quartier de la Ponche
Maison des Papillons
Notre-Dame-de-l’Assomption de Saint-TropezMitten in der Altstadt, umgeben von romantischen Gassen, steht die aus dem 16. Jahrhundert stammende Kirche. Nach der zwischenzeitlichen Zerstörung wurde sie zwischen 1769 und 1784 neu aufgebaut. Lediglich der im Jahr 1694 erbaute Turm ist von dem ursprünglichen Bau übrig geblieben. Er leuchtet in Gelb und Ocker über der Stadt und ist ein unverkennbares Wahrzeichen des Ortes.
Cimetière Marinpittoresker Friedhof mit Meerblick
Strände Canebiers und Pampelonne

## Waldbrände
In den Sommermonaten kommt es in der ausgedörrten, mit Pinien bewachsenen Umgebung von Saint-Tropez entlang des Maurenmassivs seit Jahrhunderten immer wieder zu verheerenden Waldbränden. Bereits im Jahr 1271 wurde davon berichtet. Einwohner und Touristen werden gelegentlich vor den Flammen am Rand der Stadt evakuiert.

## Kunst und Saint-Tropez

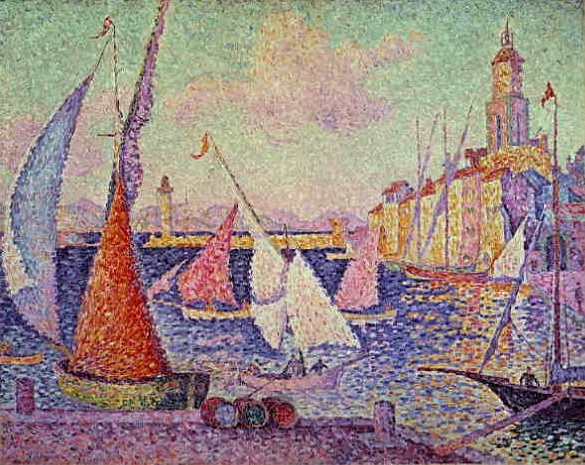
Paul Signac: Hafen von Saint-Tropez (1899)

In der Geschichte der modernen Kunst spielt Saint-Tropez eine herausragende Rolle.
Paul Signac entdeckte diesen lichterfüllten Ort und holte Maler wie Matisse, Bonnard oder Marquet nach Saint-Tropez. Hier entwickelte sich die Malerei vom Pointillismus zum Fauvismus. Diese Entwicklung ist im Musée de l’Annonciade von Saint-Tropez eingehend dokumentiert. Alf Bayrle verbrachte zwischen 1928 und 1934 Monate in Saint-Tropez als Gast bei Madame Aude.
Pablo Picasso malte hier die Odalisque.
Auch für die nächste Generation blieb Saint-Tropez ein Anziehungspunkt. Bernard Buffet, Massimo Campigli, David Hockney lebten und arbeiteten in Saint-Tropez. Heute setzt der in Saint-Tropez lebende Maler Stefan Szczesny diese Tradition fort.
In den französischen Gelben Seiten sind in Saint-Tropez 14 Kunstgalerien verzeichnet.

Blick auf den Hafen (Panorama)
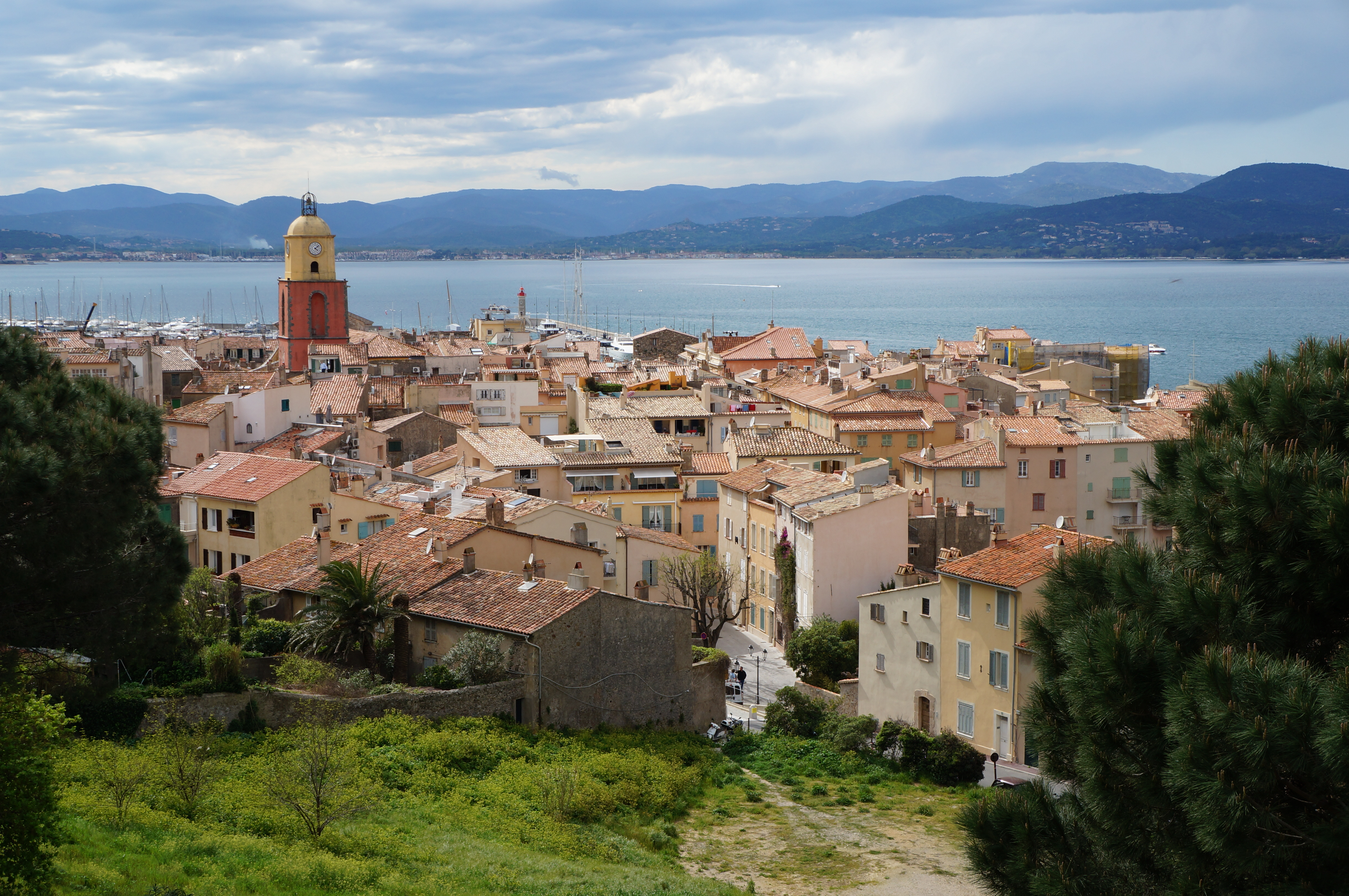
Blick auf Saint-Tropez (von der Zitadelle)
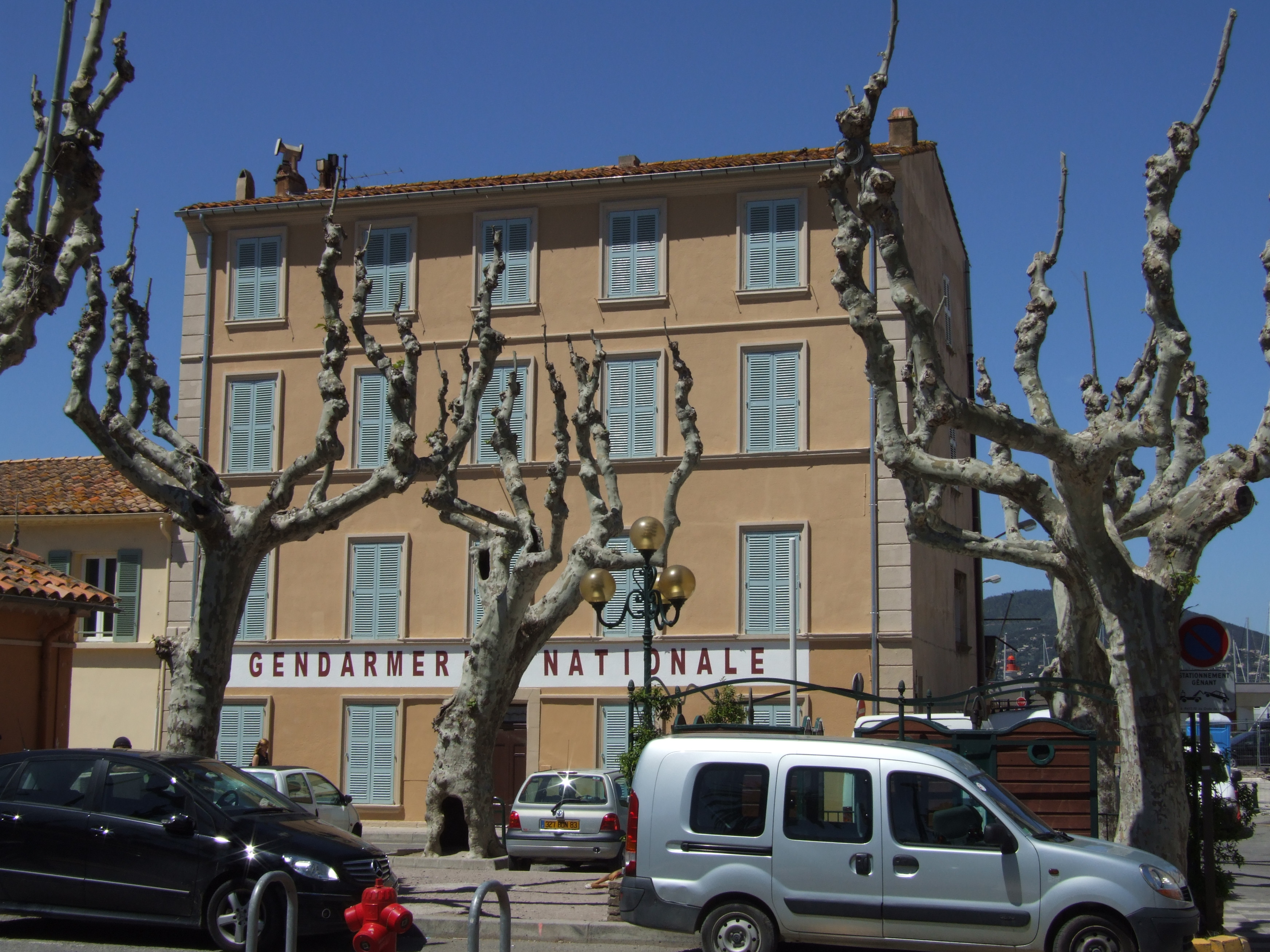
Alte Gendarmeriestation
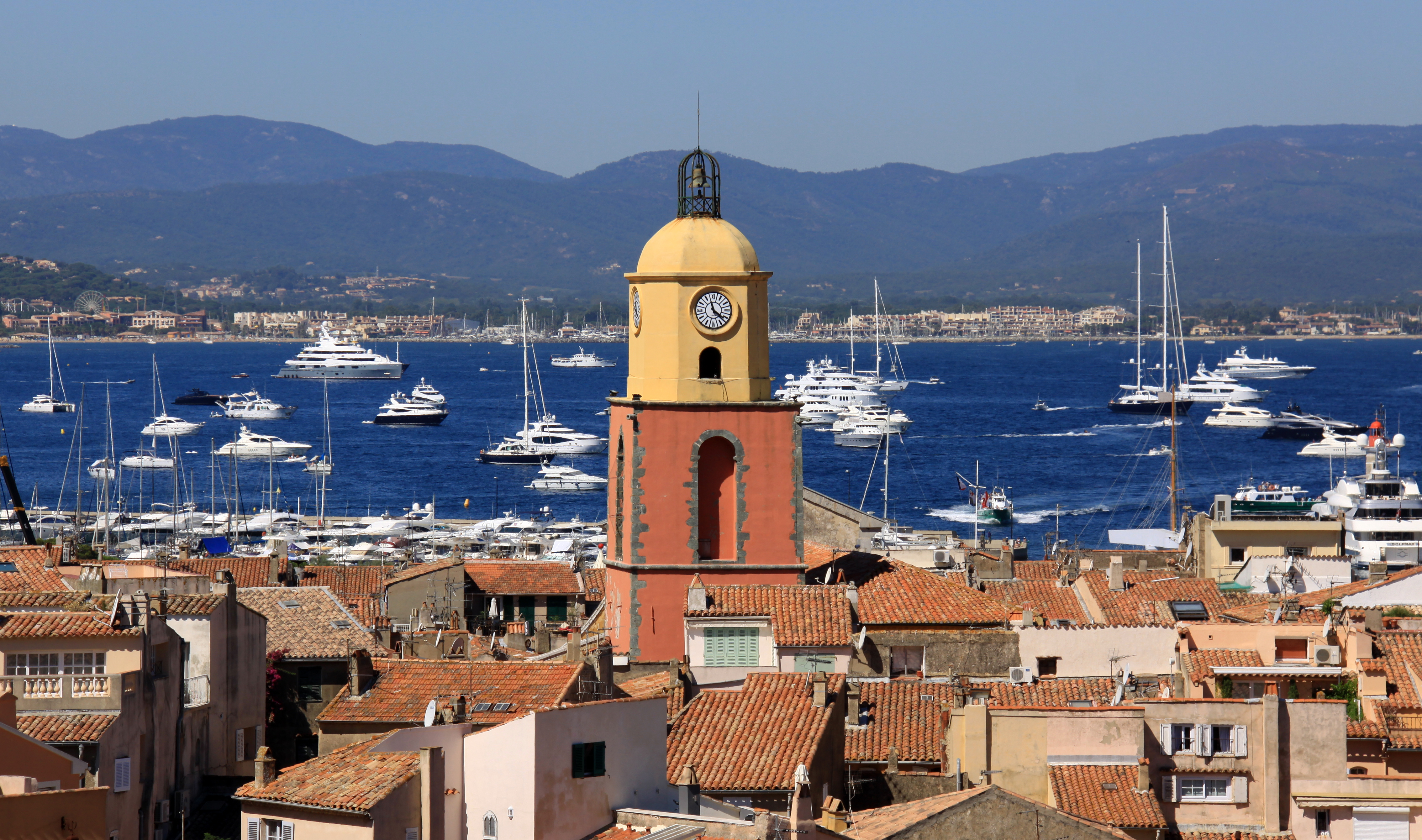
Kirche von Saint-Tropez mit Blick nach Port Grimaud
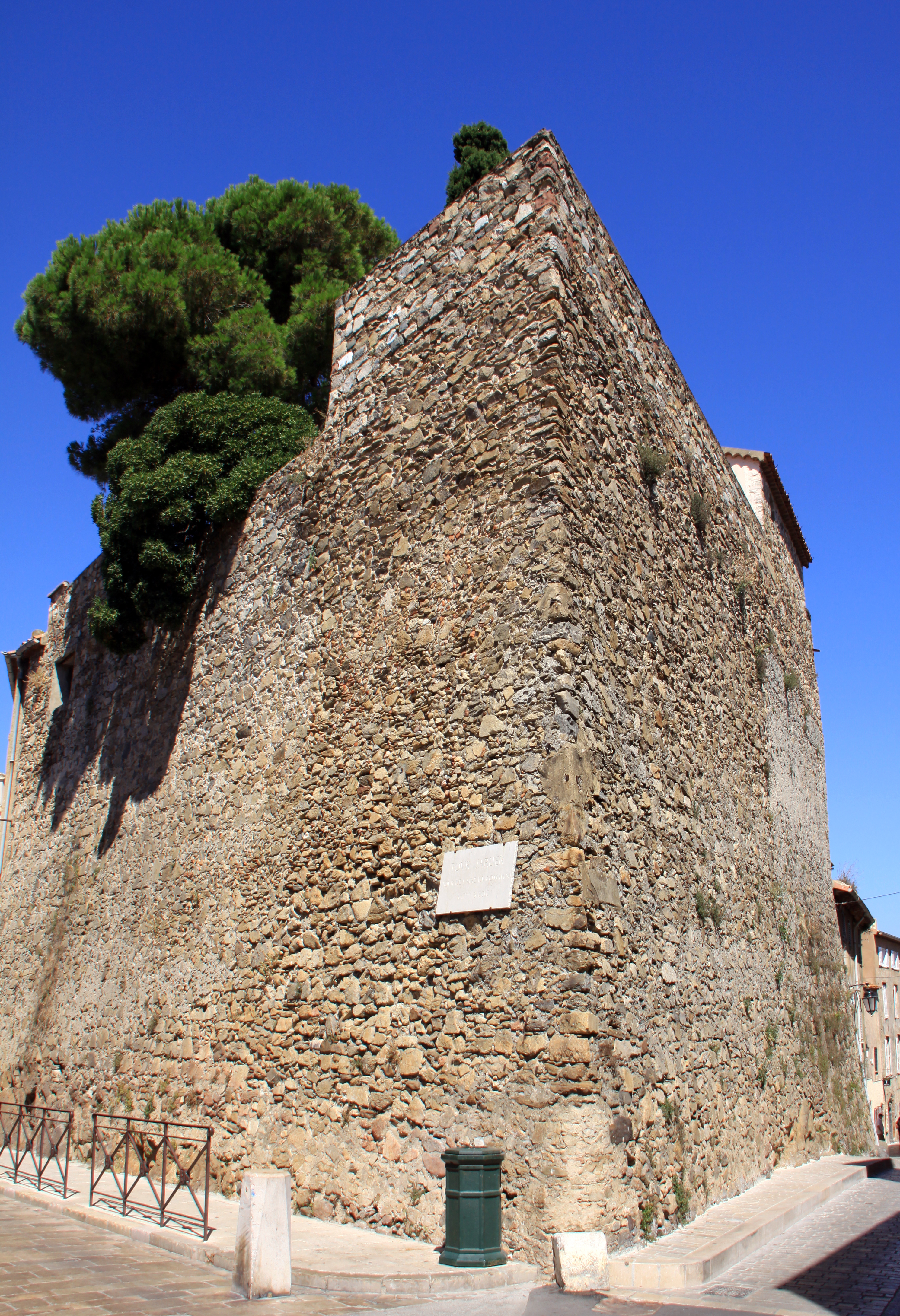
Tour Jarlier
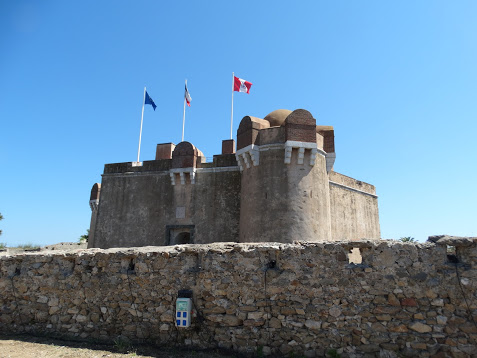
Die Zitadelle von Saint-Tropez
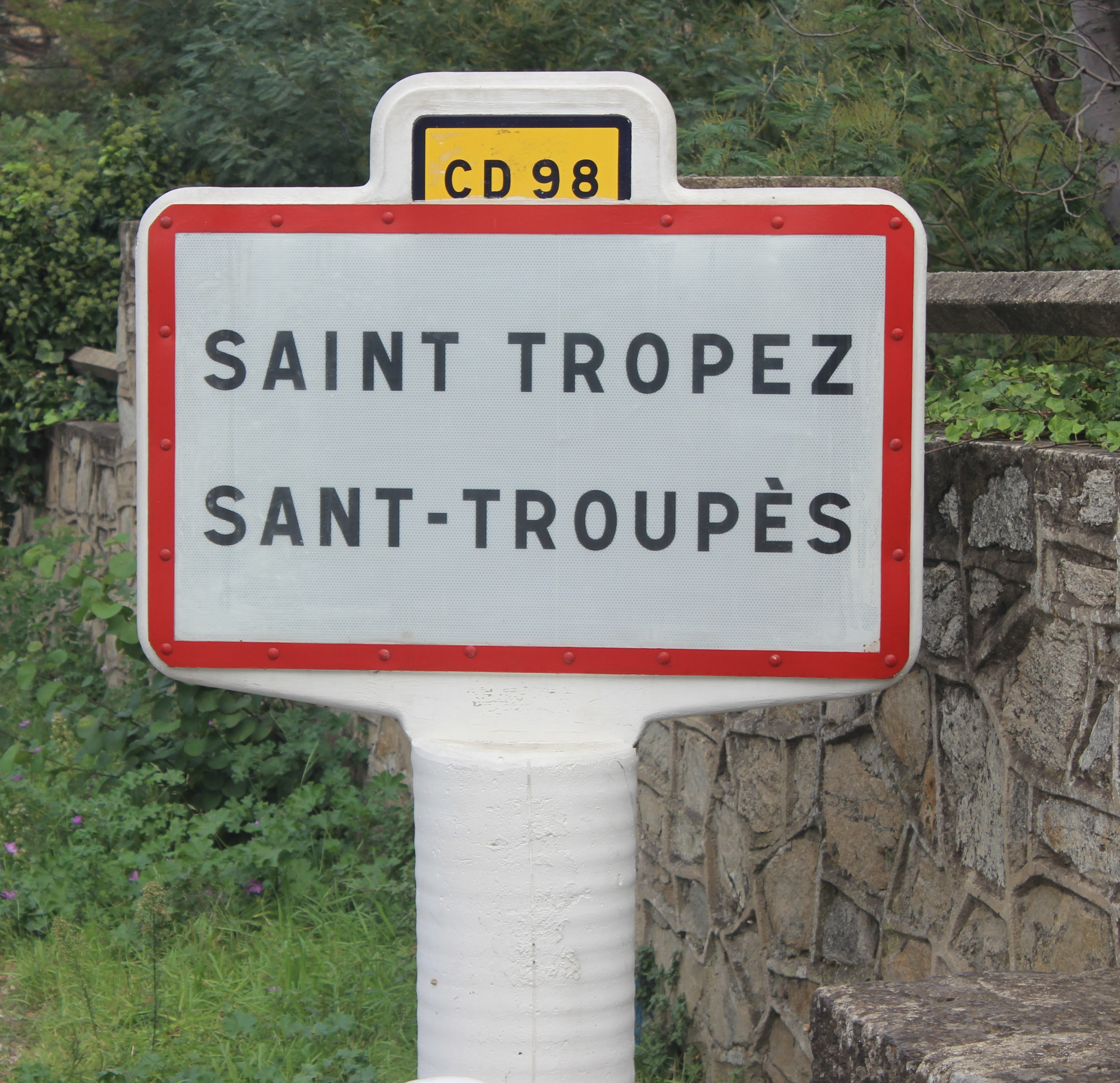
Ortstafel Saint Tropez mit französischer und provenzalischer Beschriftung

### Musik
Das Klischee von Saint-Tropez als Luxusurlaubsort der High Society hat zu einer Erwähnung des Ortes in zahlreichen Liedtexten geführt wie z. B. Welcome to St. Tropez von DJ Antoine. Auch in Partyschlagern und Raptexten wird Saint-Tropez genannt.

## Veranstaltungen
Saint-Tropez ist Austragungsort des seit 2021 stattfindenden Tennisturniers Saint-Tropez Open.

## Persönlichkeiten
- Marcel Aubour (* 1940), Fußballspieler
- Arthur Bauchet (* 2000), paralympischer Alpinskifahrer
- Salim Ben Seghir (* 2003), Fußballspieler

### Mit Saint-Tropez verbunden
- Brigitte Bardot (* 1934), Schauspielerin, Sängerin, Model und Tierschützerin, lebt hier seit 1958